# Cériel Desal
Cériel Desal (Roeselare, 20 oktober 1999) is een Belgisch wielrenner die anno 2022 rijdt voor Bingoal Pauwels Sauces WB. Hij is de kleinzoon van voormalig wielrenner Benoni Beheyt en de neef van voormalig wielrenner Guillaume Van Keirsbulck.

## Carrière
In 2021 werd Desal negende in het nationale kampioenschap tijdrijden voor beloften, waar hij 56 seconden langzamer was dan winnaar Lennert Van Eetvelt. Twee weken later begon Desal aan zijn stageperiode bij Bingoal Pauwels Sauces WB. Namens die ploeg nam hij deel aan onder meer de Arctic Race of Norway en de Ronde van Luxemburg. In de Ronde van Drenthe, gewonnen door Rune Herregodts, reed Desal naar de zestiende plaats. In 2022 werd Desal prof bij de ploeg waar hij ook stage had gelopen. In de ZLM Tour van dat jaar eindigde hij op de tiende plaats in het klassement, op 44 seconden van eindwinnaar Olav Kooij.

## Resultaten in voornaamste wedstrijden
|      | \| Jaar \| Gent-Wevelgem \| Ronde van Vlaanderen \| Parijs-Roubaix \| Luik-Bast.‑Luik \| Waalse Pijl \| Parijs-Tours \| \| ---- \| ------------- \| -------------------- \| -------------- \| --------------- \| ----------- \| ------------ \| \| 2023 \| 70e \| \| 120e \| \| \| 92e \| \| 2024 \| \| \| 78e \| \| \| opgave \| \| 2025 \| \| opgave \| \| 110e \| opgave \| \| |                      |                |                 |             |              |
| Jaar | Gent-Wevelgem | Ronde van Vlaanderen | Parijs-Roubaix | Luik-Bast.‑Luik | Waalse Pijl | Parijs-Tours |
| 2023 | 70e |                      | 120e           |                 |             | 92e          |
| 2024 | |                      | 78e            |                 |             | opgave       |
| 2025 | | opgave               |                | 110e            | opgave      |              |

## Ploegen
- 2021 –  Bingoal Pauwels Sauces WB (stagiair vanaf 1 augustus)
- 2022 –  Bingoal Pauwels Sauces WB
- 2023 –  Bingoal Pauwels Sauces WB
- 2024 –  Bingoal WB
- 2025 –  Wagner Bazin WB

Aniołkowski · Castrique · De Bie · Dupont · Huys · Livyns · Menten · Mertz · Molly ·Paasschens · Paquot · Peyskens · Rex · Robeet · Suter · Vallée · Vanendert · Venner · L. Wirtgen · T. Wirtgen · De Maeght (stagiair) · Desal (stagiair)
Aniołkowski · Blouwe · De Maeght · Desal · Dupont · Lauk · Livyns · Meens · Menten · Mertz · Molly ·Paasschens · Paquot · Peyskens · Rex · Robeet · Tietema (vanaf 1/2) · Tizza · Venner · Viviani (vanaf 21/3) · L. Wirtgen · T. Wirtgen · Desmarets (stagiair) · Dopchie (stagiair)
Blouwe · De Maeght · De Tier · Desal · Guerin · Lauk · Malucelli · Meens · Mertens · Mertz · Peyskens · Robeet · Salby · Teugels · Tizza · Van Boven · Van der Beken · Van Keirsbulck · Van Rooy · Vandepitte · Matthys (stagiair) · Persico (stagiair)
Blouwe · De Meester · De Tier · Desal · Matthys · Meens · Mertens (tot 31/5) · Persico · Peyskens · Portsmouth · Salby · Teugels · Tizza · Van Boven · Van der Beken · Van Rooy · Vandepitte · Vermoote · Villa · Vliegen · Weemaes · Van Petegem (stagiair)